# Mosè fa scaturire l'acqua dalla roccia
Mosè fa scaturire l'acqua dalla roccia è un dipinto del pittore italiano Tintoretto, realizzato a olio su tela. Misura 550 cm di altezza per 520 cm di larghezza. Dipinto intorno all'anno 1577, è attualmente esposto sul soffitto della sala superiore della Scuola Grande di San Rocco a Venezia.

## Descrizione e stile
La scena biblica rappresentata si riferisce chiaramente al compito dei fratelli della Scuola Grande di San Rocco di alleviare la sete dei poveri. 
Mosè  - per la sua disposizione e le sue vesti - ricorda la figura di Gesù, e l'acqua, che scaturisce dalla roccia, è un'allegoria del sangue, che fluirà dal suo fianco.